# GEM TV ASIA
GEM是一條亞洲娛樂頻道，除了為觀眾提供大部分與日本同週播出的精選黃金時段劇集，其中很多更是電視上獨家首播。同時也網羅了日本製作的多元化綜藝節目，以及由韓國、中國大陆、香港和台灣製作的人氣劇集 (上述內容至2018年6月底)。
2018年7月，GEM正式升格為日本娛樂頻道，並加入日本動畫，曾經在Animax首播期間播出過。

## 越南版本

### 節目
越南版本于2014年1月正式越南启播，以越南语字幕、华语广播
节目包括：

| 節目                | 播出日期       |
| ------------------- | -------------- |
| 踮起腳尖吻到愛      | 2014年2月21日  |
| 失業救助羅曼史      | 2014年5月26日  |
| Star King           | 2014年6月21日  |
| 百年新娘            | 2014年12月26日 |
| 急診男女            | 2015年1月31日  |
| 花样爷爷/ 花样爷爷2 | 2015年2月21日  |
| 花样姐姐            | 2015年2月28日  |
| 一起吃饭吧          | 2015年3月24日  |
| 赤腳的朋友們        | 2015年5月24日  |
| 美甲店Paris         | 2016年1月5日   |
| 楚漢                | 2014年1月6日   |
| 微时代              | 2014年9月22日  |
| 今夜天使降臨        | 2014年11月21日 |
| 蘭陵王              | 2015年4月15日  |
| 滋味行              | 2015年7月13日  |
| 土地公土地婆        | 2014年7月9日   |
| 犀利仁師            | 2014年9月24日  |
| 龙飞凤舞            | 2014年11月25日 |
| 因為愛              | 2017年5月3日   |
| 原來是美男          | 2014年3月31日  |
| 失恋33天            | 2014年8月13日  |
| 嫁入豪門            | 2014年9月8日   |
| 戀戀不忘            | 2014年11月17日 |
| 流氓蛋糕店          | 2015年2月26日  |
| 大紅帽與小野狼      | 2015年4月28日  |
| 紅高粱              | 2015年6月3日   |
| 風中奇緣            | 2015年8月26日  |
| 陸小鳳與花滿樓      | 2015年10月14日 |
| 華胥引之絕愛之城    | 2015年12月14日 |
| 千金女賊            | 2016年2月24日  |
| 芈月传              | 2016年6月24日  |
| 新濟公活佛          | 2016年11月14日 |
| 警界线              | 2016年2月22日  |
| 来生不做香港人      | 2016年3月10日  |
| 童话恋曲201314      | 2016年4月15日  |
| 我阿媽係黑玫瑰      | 2016年5月2日   |
| 第二人生            | 2016年5月12日  |
| 导火新闻线          | 2016年5月30日  |
| 大众情性            | 2016年6月16日  |
| 惊异世纪            | 2016年6月29日  |
| 岁月楼情            | 2016年7月14日  |
| 还来得及再爱你      | 2016年8月4日   |
| 末日+5              | 2016年8月19日  |
| 恶毒老人同盟        | 2016年8月25日  |
| 四年B班             | 2016年9月8日   |
| 三面形医            | 2016年9月12日  |
| 夜班                | 2016年9月29日  |
| 开脑儆探            | 2016年10月14日 |
| 选战                | 2016年11月4日  |

## 亞洲版大陸劇(僅在香港、泰國及印尼播放)

### 節目
| 節目                   | 播出日期       |
| ---------------------- | -------------- |
| 狐仙                   | 2015年10月1日  |
| 婦道                   | 2015年12月2日  |
| 多情江山               | 2016年1月28日  |
| 海上孟府               | 2016年5月16日  |
| 芙蓉錦                 | 2016年8月29日  |
| 隱形的翅膀             | 2016年10月24日 |
| 千金女贼               | 2015年10月1日  |
| 校花的贴身高手         | 2015年11月27日 |
| 三个奶爸               | 2015年12月21日 |
| 暴雨將至               | 2016年2月5日   |
| 「北上廣」不相信眼淚   | 2016年4月15日  |
| 致單身男女             | 2016年6月16日  |
| 因為愛                 | 2016年8月9日   |
| 重播時段               |                |
| 待嫁十年               | 2016年11月17日 |
| 蜀山戰紀之劍俠傳奇     | 2016年11月25日 |
| 致青春                 | 2017年1月2日   |
| 曇花夢                 | 2017年2月27日  |
| 守護麗人               | 2017年4月27日  |
| 奇星记之鲜衣怒马少年时 | 2017年7月7日   |
| 長夢留痕               | 2017年9月18日  |
| 美人為餡               | 2017年11月16日 |
| 開封府傳奇             | 2018年5月9日   |

- 日劇
- 香港播出之日劇列表 (2015年)
- 香港播出之日劇列表 (2016年)
- 香港播出日本劇集列表 (2017年)
- 香港播出日本劇集列表 (2018年)

所有在香港播出日劇也跟隨東南亞版本同步進行

## 綜藝
日本日本
- GOCHI: Dinner is on YOU Tonight
- Moco's 廚房
- Dining ★ Al Fresco
- 志村動物園(第7季)
- NEXT STOP,DISCOVERY
- 千奇百趣大挑戰(第4季現在播出，第5季7月7日起)
- I Can Sing in Japanese! 2017

其他
- 有吉的反省会
- EXIT!
- GOCHI: Dinner is on YOU Tonight(第1季)
- I Can Sing in Japanese!
- 超級變變變(第1季、2017年版)
- 松子機器人
- 松子會議
- Moco's 廚房之深夜廚房
- Moco's 廚房在香港
- Moco's 廚房在新加坡
- 《Pharaoh!》
- 志村動物園(第4-6季)
- 千奇百趣大挑戰(原版)
- TOKUSON:Life Hacks!（日语：得する人損する人）
- We are Asia: Dean Fujioka & Friends

 韓國
- 半月朋友
- 食神之路(第2季)
- 任意演員
- 偶像之心:突襲

轉播
- THE MUSIC DAY 實現仲夏心願(2016年7月2日、2017年7月1日直播)

## 外部連結
- .   [2015-12-29]. （原始内容存档于2016-01-17）.